# Championnats du monde de pétanque 2005
Navigation
Édition précédente Édition suivante
Les championnats du monde de pétanque 2005 est une édition des championnats du monde de pétanque. 

## Présentation
Cette compétition constitue la 41e édition des triplettes séniors, la 6e édition en tir de précision sénior, la 10e édition des triplettes juniors et la 3e édition du tir de précision junior. Elle se déroule à Bruxelles (Belgique) du 21 au 25 septembre 2005 pour les triplettes séniors et le tir de précision sénior. Elle se déroule à Longueuil (Canada) du 21 au 24 juillet 2005 pour les triplettes juniors et le tir de précision junior.

## Résultats àBruxelles(Belgique)[1]

### Triplette sénior[2]

#### Phase finale
| Nation    | Score | Nation     |
| --------- | ----- | ---------- |
| Belgique  | 13-9  | Madagascar |
| France 2  | 13-1  | Mauritanie |
| Thaïlande | 13-7  | Algérie    |
| France    | 13-12 | Maroc      |

| Nation   | Score | Nation    |
| -------- | ----- | --------- |
| France   | 13-7  | France 2  |
| Belgique | 13-6  | Thaïlande |

| Nation | Score | Nation   |
| ------ | ----- | -------- |
| France | 15-6  | Belgique |

### Tir de précision sénior[3]

#### Phase finale
| Nation                | Score | Nation                   |
| --------------------- | ----- | ------------------------ |
| Thaloengkiat Phusa-Ad | 34-17 | Thomas Pouplot Canada    |
| Gérard Agossa         | 38-36 | François N'Diaye Sénégal |

| Nation                | Score | Nation              |
| --------------------- | ----- | ------------------- |
| Thaloengkiat Phusa-Ad | 34-33 | Gérard Agossa Bénin |

## Résultats àLongueuil(Canada)[1]

### Triplette junior[4]
| Nation  | Score | Nation  |
| ------- | ----- | ------- |
| Espagne | 13-1  | Estonie |
| France  | 13-3  | Tunisie |

| Nation | Score | Nation  |
| ------ | ----- | ------- |
| France | 15-2  | Espagne |

### Tir de précision junior[5]
| Nation         | Score | Nation                  |
| -------------- | ----- | ----------------------- |
| Kévin Malbec   | 37-28 | Julien Chardon Belgique |
| Oscar Alberola | 41-37 | Fabrizio Bottero Italie |

| Nation       | Score | Nation                 |
| ------------ | ----- | ---------------------- |
| Kévin Malbec | 39-25 | Oscar Alberola Espagne |

## Podiums
| Épreuve                 | Or                                                              | Argent                                                                      | Bronze                                                                    |
| ----------------------- | --------------------------------------------------------------- | --------------------------------------------------------------------------- | ------------------------------------------------------------------------- |
| Triplette sénior        | Simon Cortes - Henri Lacroix - Julien Lamour - Philippe Suchaud | Jean-Francois Hemon - André Lozano - Michel Vancampenhout - Charles Weibel  | Damien Hureau - Bruno Le Boursicaud - Michel Loy - Bruno Rocher           |
| Triplette sénior        | Simon Cortes - Henri Lacroix - Julien Lamour - Philippe Suchaud | Jean-Francois Hemon - André Lozano - Michel Vancampenhout - Charles Weibel  | Thaloengkiat Phusa-Ad - Pakin Phukram - Ratana Siripong - Wanta Weerapong |
| Tir de précision sénior | Thaloengkiat Phusa-Ad                                           | Gérard Agossa                                                               | Thomas Pouplot                                                            |
| Tir de précision sénior | Thaloengkiat Phusa-Ad                                           | Gérard Agossa                                                               | François N'Diaye                                                          |
| Triplette junior        | Kévin Malbec - Tony Perret - Dylan Rocher - Angy Savin          | Oscar Alberola - Abel Fernandez - Julian Sergio Munoz - José Fernando Perez | Margus Berkmann - Sten Olmre - Rainer Vaga - ?                            |
| Triplette junior        | Kévin Malbec - Tony Perret - Dylan Rocher - Angy Savin          | Oscar Alberola - Abel Fernandez - Julian Sergio Munoz - José Fernando Perez | Aminie Ayarie - Achraf Ben Khalifa - Sadok Ezzi - Taieb Larbi             |
| Tir de précision junior | Kévin Malbec (record : 62 pts)                                  | Oscar Alberola                                                              | Julien Chardon                                                            |
| Tir de précision junior | Kévin Malbec (record : 62 pts)                                  | Oscar Alberola                                                              | Fabrizio Bottero                                                          |

## Tableau des médailles
| Rang  | Nation    | Or | Argent | Bronze | Total |
| ----- | --------- | -- | ------ | ------ | ----- |
| 1     | France    | 3  | 0      | 1      | 4     |
| 2     | Thaïlande | 1  | 0      | 1      | 2     |
| 3     | Espagne   | 0  | 2      | 0      | 2     |
| 4     | Belgique  | 0  | 1      | 1      | 2     |
| 5     | Bénin     | 0  | 1      | 0      | 1     |
| 6     | Canada    | 0  | 0      | 1      | 1     |
| 7     | Sénégal   | 0  | 0      | 1      | 1     |
| 7     | Estonie   | 0  | 0      | 1      | 1     |
| 7     | Tunisie   | 0  | 0      | 1      | 1     |
| 7     | Italie    | 0  | 0      | 1      | 1     |
| Total | Total     | 4  | 4      | 8      | 16    |